# László Hidvégi
László Hidvégi   (Budapest, 5 de novembre de 1916 - Los Angeles, 15 de gener de 2003) fou un saltador hongarès que va competir durant les dècades de 1930 i 1940.
El 1936 va prendre part en els Jocs Olímpics d'Estiu de Berlín, on va disputar les dues proves del programa de salts. En ambdues fou divuitè. Un cop finalitzada la Segona Guerra Mundial va inscriure's als Jocs de Londres de 1948, però no arribà a disputar cap de les dues proves del programa de salts.
En el seu palmarès destaca una medalla de bronze en la prova de palanca de 10 metres del Campionat d'Europa de natació de 1938 i una altra en la prova del trampolí de 3 metres al de 1947.